# حزب الماريجوانا في كولومبيا البريطانية
حزب الماريجوانا في كولومبيا البريطانية (British Columbia Marijuana Party)-( اختصار BCMP ) هو حزب سياسي ثانوي في مقاطعة كولومبيا البريطانية الكندية التي تدعو إلى تقنين القنب
تم تشكيل الحزب بعد الانتخابات الفيدرالية عام 2000. حيث قام مارك إيمري، المؤسس والرئيس الحالي للحزب، بتشكيل الحزب في اليوم الذي تلا تصويت عام 2000. صنع الحزب التاريخ خلال انتخابات مجالس المحافظات 2001 التي جاءت بعد ستة أشهر، لكونه الحزب الوحيد تاريخيا الذي رشح أفرادا في جميع المقاطعات خلال حملته الانتخابية الأولى. 
شغل برايان تايلور موقعه كأول زعيم للحزب خلال انتخابات مجالس المحافظات لعام 2001. كان تايلور ناشطًا بارزًا في مجال القنّب وكان عمدة جراند فوركس سابقًا . 
تم استبعاد حزب الماريجوانا من نقاش القادة المتلفز، على الرغم من أنهم كانوا يشغلون عددًا أكبر من المرشحين من حزب الخضر أو حزب الوحدة، وكلاهما حضرا النقاش. احتج أعضاء حزب الماريجوانا أثناء النقاش المتلفز. 
في عام 2001 ، فاز الحزب بـ 51,206 صوتًا، أي 3.22٪ من الأصوات الشعبية. حصلت تيريزا تايلور، ابنة الزعيم براين تايلور، على أعلى الأصوات الشعبية للحزب بـ 1136 ، وحصلت على 5.6٪ في مقاطعة أوكانا-ويستسايد المحافظة. 
بعد الانتخابات، أصبح دانا لارسن زعيما،  تلاه مارك إيمري عندما إنتقل لارسن إلى الحزب الديمقراطي الجديد عام 2003.  
لا يزال إيمري رئيسًا ومنظمًا رئيسًا، على الرغم من أنه مواجته لأمر تسليم قضائي إلى الولايات المتحدة لبيعه بذور الماريجوانا من كندا عن طريق البريد. 
في انتخابات عام 2005 ‏ ، قدم الحزب 44 مرشحًا، حصلوا على ما مجموعه 11,519 صوتًا، أو 0.64٪ من إجمالي المقاطعة.
قبل انتخابات عام 2009 ، أعلن الحزب أنه سيصادق على مرشحي حزب الخضر في كل جولة ضمن جميع أنحاء المقاطعة، وذلك على الرغم من أنه كان سيرشح اثنين من المرشحين للحفاظ على وضعه كحزب. هؤلاء المرشحين سيصادقون بشكل علني على مرشح الحزب الأخضر في تلك الدائرة الانتخابية.  كما خاض الحزب انتخابات 2013 بمرشحين أثنين أيضا.

## روابط خارجية
- BC Marijuana Party
- POT-TV - A website owned by Marc Emery which promotes marijuana culture and legalization
- Cannabis Culture Magazine, edited and published by Marc Emery